# Lepidopilum isleanum
Lepidopilum isleanum là một loài rêu trong họ Daltoniaceae. Loài này được Besch. mô tả khoa học đầu tiên năm 1880.